# Navarrete
Navarrete es un municipio de la comunidad autónoma de La Rioja (España), en la Rioja media, situado a unos 9 km de Logroño, según la señalización local y siguiendo la ruta del Camino de Santiago. Declarado por su interés histórico y monumental, conjunto histórico-artístico, es parada obligatoria para todo peregrino, por la cultura y la historia reflejados en sus calles y monumentos. Es el único centro alfarero actual de la comunidad autónoma de La Rioja y ha sido uno de los más importantes del norte de España.
A Navarrete se puede acceder desde Logroño, por la LO-20 (dirección Vitoria) junto al enlace con la A-12 (dirección Burgos) que da acceso al municipio. La AP-68 también tiene salida en el término municipal.

## Toponimia
El nombre de la localidad procede del euskera "Nafar" que significa navarros y "ate" que significa puerta o portillo. Es decir, significaría "El portillo de los navarros". En la documentación aparece con formas como Navarrete en 1196, Nauarret en 1200 y 1214, Nauarreth 1214, o Navarreta de 1483.

## Geografía
Integrado en la comarca de Rioja Media, se sitúa a 11 kilómetros del centro de Logroño. El término municipal está atravesado por las siguientes carreteras:
- Autopista Vasco-Aragonesa (AP-68): vía rápida de comunicación entre Bilbao y Zaragoza.
- Autovía del Camino de Santiago (A-12): vía rápida que permite la comunicación con Burgos, alternativa a la carretera nacional N-120.
- Carretera nacional N-232: conecta con Fuenmayor y se dirige hacia Haro.
- Autovía LO-20: carretera de circunvalación de Logroño que da salida a la A-12 y a la carretera N-122.
- Carretera autonómica LR-137: comunica con Entrena y Fuenmayor.

El término municipal de Navarrete tiene una extensión de 28,49 km² limitando con los siguientes municipios:
| Noroeste: Cenicero y Fuenmayor | Norte: Fuenmayor                     | Noreste: Fuenmayor y Logroño |
| Oeste: Cenicero y Huércanos    |                                      | Este: Logroño y Lardero      |
| Suroeste: Sotés                | Sur: Hornos de Moncalvillo y Medrano | Sureste: Entrena             |

### Orografía
La mayor parte del terreno está situado en un glacis del Iregua por el que ahora fluye el río Daroca. Su relieve es suave, con pequeñas terrazas que van descendiendo desde la parte sur del término municipal. Son terrenos arcillosos y margosos, se elevan hacia el oeste en la Dehesa la Verde. El resto del término es de terrenos suaves que forman un pequeño valle por donde discurre el río Antiguo, que toma sus aguas del río Iregua, sirve para regar algunas tierras y movía varios molinos en su recorrido. En la jurisdicción hay también una Balsa llamada de Valbornedo.
La altitud oscila entre los 801 m en un altiplano al suroeste (Llana la Verde) y los 450 m a orillas de la acequia de río Antiguo. El pueblo se alza a 512 m sobre el nivel del mar.

### Agricultura
La vid es el principal motor agrícola de Navarrete, con varias bodegas de relativa importancia situadas en el municipio: Bodegas Corral/Don Jacobo, Bodegas Navajas, Bodegas Montecillo, Bodegas Arranz-Argote Bodegas FyA y Bodegas Bretón Criadores.

### Naturaleza
- Dehesa la Verde

Situada en el límite Oeste, en la zona con mayor elevación del término municipal, con cotas de entre 600 y 800 m y elevadas pendientes, ocupa una superficie de 290 hectáreas. Se trata de una de las estribaciones hacia el norte del Sistema Ibérico, cuya continuidad se ve interrumpida.
Se trata de la única zona boscosa y elevada en un área de varios kilómetros rodeada de terrenos llanos, en una zona muy urbanizada y rodeada de infraestructuras viarias de alta capacidad.
- Pantano de Valbornedo

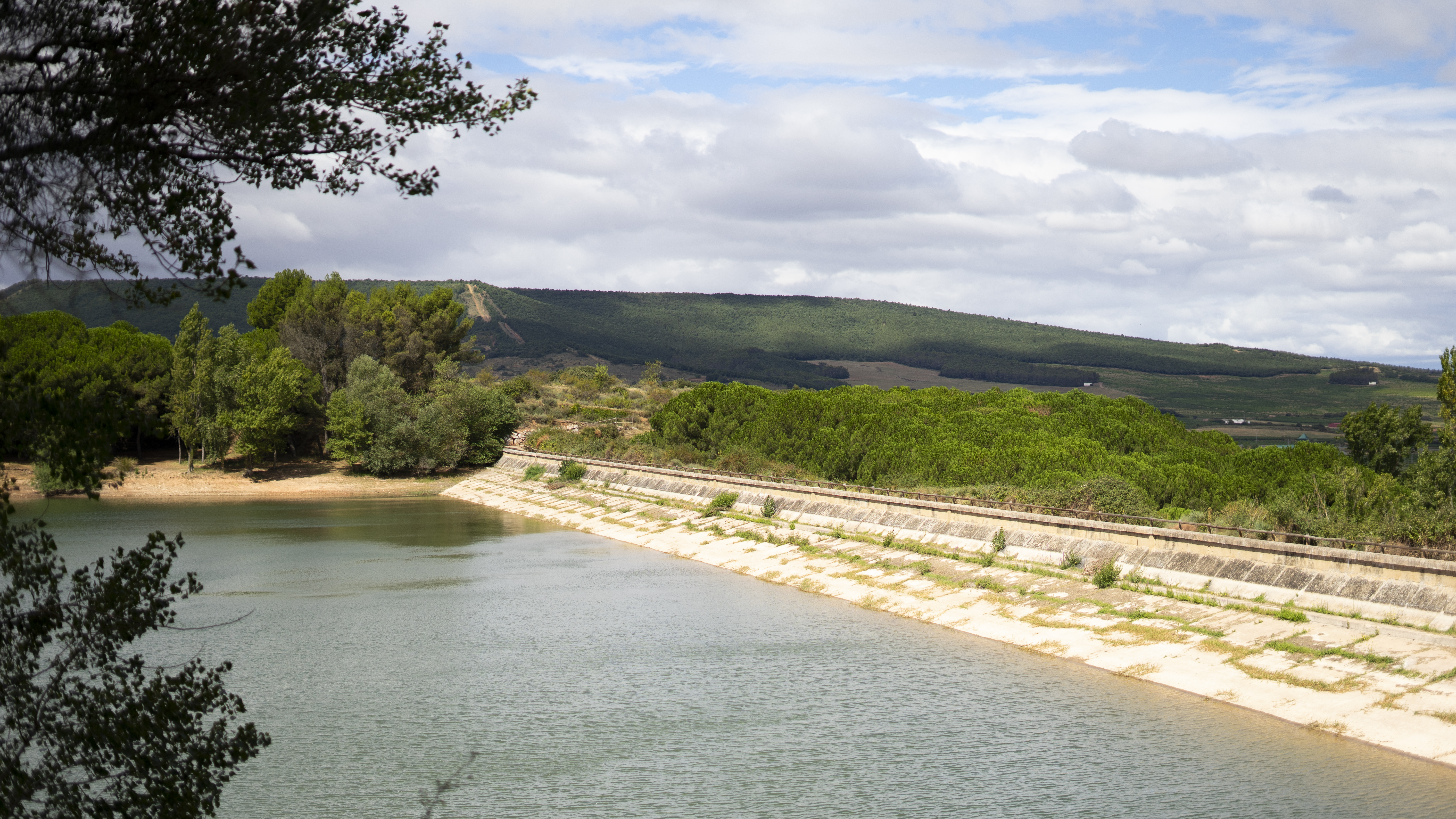
Pantano de Valbornedo

El pantano de Valbornedo, inaugurado el 23 de julio de 1930, tras 14 años de obras iniciadas en 1926, recoge aguas procedentes del río de la Fuente de la Presa, y está también alimentado por las aguas del río Lechugo, afluente del Naves y del Ebro, para aprovechar las aguas sobrantes del municipio de Santa Coloma. Su uso principal ha sido el de balsa de regulación de agua, destinada a los cultivos de regadío, aproximadamente 800 hectáreas de los municipios de Navarrete y Fuenmayor, además de dar pie a otros usos como los recreativos, derivados de su entorno.
Se trata de un embalse con una altura sobre cimientos de 26,60 m y una capacidad de 430 000 metros cúbicos, 0,89 hm³, y está situado en un valle estrecho en el paraje de “La Presa”, en el barranco de Valbornedo, con una superficie ocupada de 9 ha.
El primer proyecto de esta obra fue de la iniciativa y redacción del ingeniero riojano Amós Salvador. El proyecto general constaba de tres partes; el embalse, el canal de alimentación y el camino de acceso. Posee un dique de tierra de 227 m de longitud en coronación y 25 m de altura máxima, con referencias en el del próximo pantano de la Grajera. La parte libre o exenta del dique tiene una altura de 16 m. Las obras de arraigamiento e impermeabilización alcanzaron una profundidad de 9 m. El desagüe y aliviadero de superficie están unificados y situados en un lateral del dique.
El entorno cercano lo componen diversas especies forestales como robles, carrascas, y sobre todo pinos de repoblación. Los arbustos más frecuentes son el enebro, la coscoja, la aliaga, etc. El resto de tierras están cubiertas por cultivos, viñedo y cereal en su mayoría. Por otro lado, el embalse es un humedal que se encuentra recogido en el Inventario Español de zonas húmedas, como “embalse artificial de interés ecológico”, con amenaza por las fluctuaciones de nivel y la presencia de peces exóticos.

## Demografía
Cuenta con una población de 3038 habitantes (INE 2024).
| Gráfica de evolución demográfica de Navarrete entre 1842 y 2021                                                       |
| |
| Población de derecho según los censos de población del INE. Población de hecho según los censos de población del INE. |

## Historia
El nacimiento de la villa de Navarrete se produce desde el punto de vista jurídico en el año 1195, cuando recibe el fuero otorgado por el rey Alfonso VIII de Castilla.
Sin embargo, existen datos arqueológicos que datan la ocupación de su término municipal en la Prehistoria, con la existencia de un yacimiento de talleres de sílex al aire libre de la época postpaleolítica en la Dehesa la Verde. En este lugar, también se encontró un resto de lanza de la Edad de Bronce, así como indicios de ocupación de la época romana en distintos puntos de su jurisdicción, además de suponerse atravesada por la vía que unía las ciudades de Tarraco y Asturica Augusta a finales del siglo I a. C.
En los siglos X y XI, época medieval, cabe la posibilidad de la existencia de una primigenia población en torno al cerro Tedeón bajo soberanía del Reino de Pamplona.
La fundación de Navarrete se enmarca en el proceso de consolidación del dominio castellano sobre los territorios de La Rioja frente al reino de Navarra, a través de la formación de un núcleo de población importante entre Logroño y Nájera, convocándose para ello a los habitantes de varias aldeas preexistentes, conocidas como los Corcuetos -San Llorente, San Antolín, San Pedro y Nuestra Señora del Prado-, a unas cortes, con el fin de dar origen a la nueva villa en torno al cerro Tedeón.
A Navarrete se le concedieron dominios sobre unos territorios que incluían Fuenmayor, Medrano, Daroca de Rioja, Sotés y Hornos de Moncalvillo. Con todas las poblaciones de los alrededores formaban una gran mancomunidad llamada de las “Villas del Campo”, teniendo derechos sobre el monte de Moncalvillo. Esta mancomunidad de tierras, pastos y leñas aparece citada en documentos desde el siglo XI, el primero uno de la reina Estefanía de Pamplona.
La situación en la ruta jacobea favoreció el crecimiento durante el siglo XII. Así lo demuestran las ruinas del Hospital de San Juan de Acre situadas al este de la localidad y construido a finales del siglo XII o principios del XIII.
Durante los siglos siguientes, los problemas dinásticos, la inestabilidad política, las crisis económicas, las epidemias como la peste o luchas nobiliarias explican la entidad defensiva de Navarrete con un castillo en lo alto del cerro Tedeón y murallas.
En el siglo XIV, la villa pasa de depender de los monarcas castellanos a ser un dominio nobiliario. La villa pasó a manos de Juan Ramírez de Arellano por donación del rey Enrique II de Trastámara, llegando después, en 1380, a manos de Diego Gómez Manrique de Lara, VII señor de Amusco y padre del I duque de Nájera.
En el siglo XVI, la pérdida de la necesidad del carácter defensivo de la villa se tradujo en el deterioro de sus estructuras defensivas, facilitándose el crecimiento urbano y dando lugar a la consolidación de una trama urbana que se mantiene en el siglo XXI.
Buena parte de los edificios y espacios que caracterizan el casco histórico de Navarrete, tienen su origen a partir de este momento, y surgieron en torno a la construcción de la actual iglesia, dedicada a la Asunción de la Virgen, que sustituía a la anterior llamada de Santa María y situada en las proximidades de la actual, junto a lo que es conocido como la Alhóndiga, en la ladera sur del cerro Tedeón, donde a principios de este siglo fue descubierta su planta y una necrópolis.
En el año 1790 Navarrete es uno de los municipios fundadores de la Real Sociedad Económica de La Rioja, la cual era una de las sociedades de amigos del país fundadas en la época de la ilustración.

## Administración y política

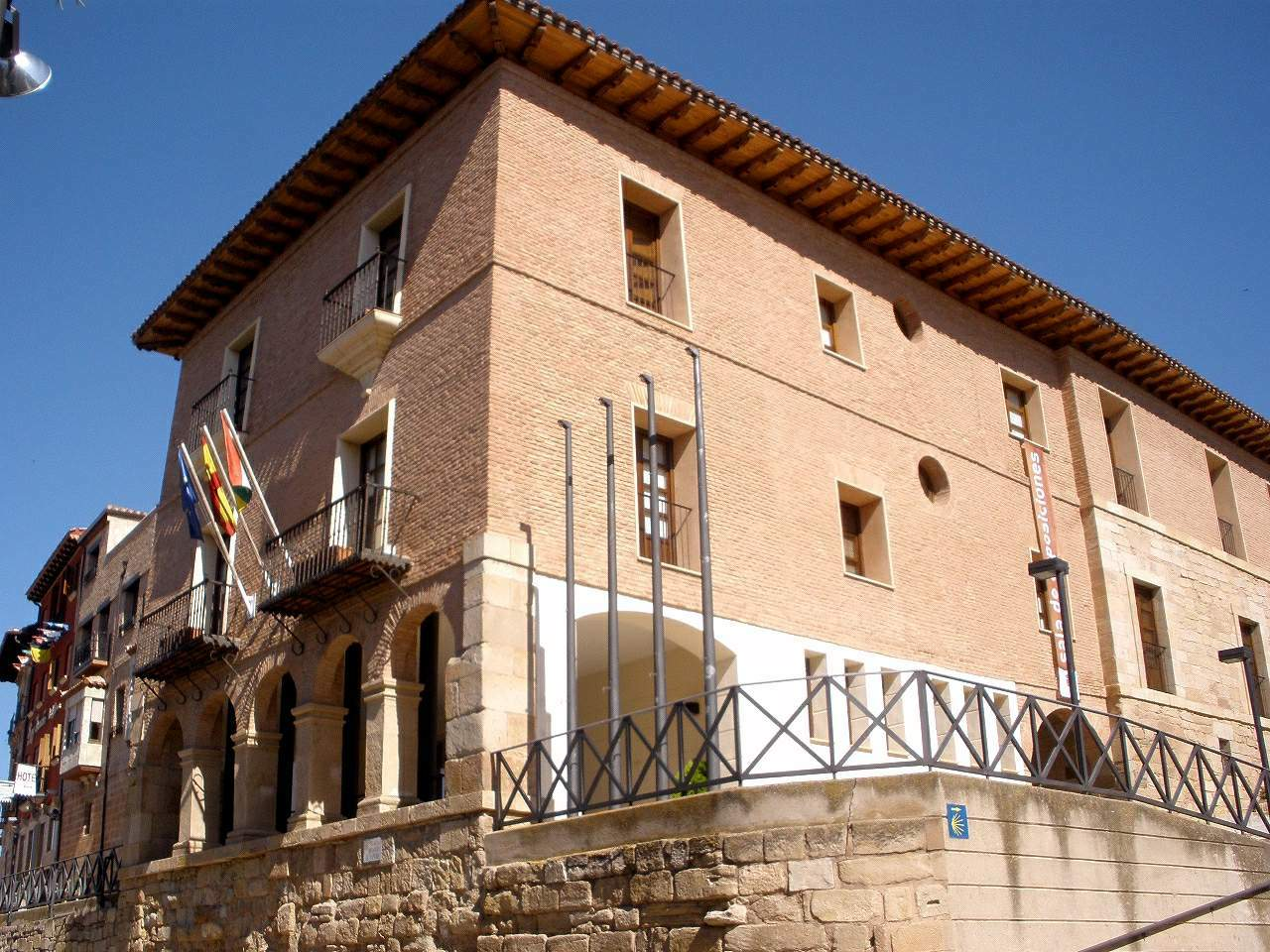
Ayuntamiento de Navarrete

Alcaldías de Navarrete:
| Periodo   | Nombre                         | Partido |
| --------- | ------------------------------ | ------- |
| 1979-1983 | Miguel Olagaray Moreno         | PSOE    |
| 1983-1987 | Miguel Olagaray Moreno         | PSOE    |
| 1987-1991 | Román Zaldivar Sierra          | PSOE    |
| 1991-1995 | Román Zaldivar Sierra          | PSOE    |
| 1995-1999 | Miguel Santo Domingo Vitoriano | PSOE    |
| 1999-2003 | Miguel Santo Domingo Vitoriano | PSOE    |
| 2003-2007 | Miguel Santo Domingo Vitoriano | PSOE    |
| 2007-2011 | Miguel Santo Domingo Vitoriano | PSOE    |
| 2011-2015 | Julio Víctor Languens Velasco  | PP      |
| 2015-2019 | Mª Luisa Corzana Calvo         | PSOE    |
| 2019-2023 | Mª Luisa Corzana Calvo         | PSOE    |
| 2023-act. | José María Pastor Olarte       | PP      |

### Mancomunidad de los pueblos del Moncalvillo
Navarrete forma junto con Fuenmayor, Entrena, Medrano, Sojuela, Sotés, Hornos de Moncalvillo, Daroca de Rioja y Ventosa la Mancomunidad de los pueblos del Moncalvillo, una entidad local de duración indefinida, con personalidad y capacidad jurídica para el cumplimiento de unos fines, dentro del ámbito territorial del conjunto de los municipios que la integran. Tiene su sede o domicilio legal en la casa consistorial de Navarrete.
Tiene como fines; la recogida, transporte y tratamiento de los residuos sólidos, el abastecimiento y saneamiento de aguas, la asistencia sanitaria y social, el asesoramiento urbanístico, la recaudación de recursos locales, la organización de fiestas, la organización de actos culturales y deportivos, la atención al medioambiente y la repoblación forestal.

## Cultura
Navarrete posee dos elementos declarados bien de interés cultural: el conjunto urbano, declarado como tal en marzo de 1970 y el Camino de Santiago, en 1978.
El conjunto urbano, situado en la ladera sur del cerro Tedeón, antiguamente dominado por un castillo hoy desaparecido, sigue los trazados de los tipos de bastilla de la época medieval, adaptada a la topografía del cerro. Tiene en el eje de las calles Mayor; Alta y Baja, y en el Camino de Santiago su eje longitudinal principal, situando la iglesia parroquial de la Asunción en su punto medio, de donde parte el eje transversal norte-sur.
El edificio de la iglesia fue construido en la segunda mitad del siglo XVI y primer cuarto del siglo XVII.
Destacan las edificaciones ubicadas principalmente en la calle Mayor, que conforman un conjunto de interés, enfatizado por elementos singulares, como numerosos escudos nobiliarios, que se encuentran protegidos. Los “Cocinos” y los “Certijos”, son los elementos arquitectónicos urbanos más singulares, tratándose de calles porticadas.

### Patrimonio

#### Religioso

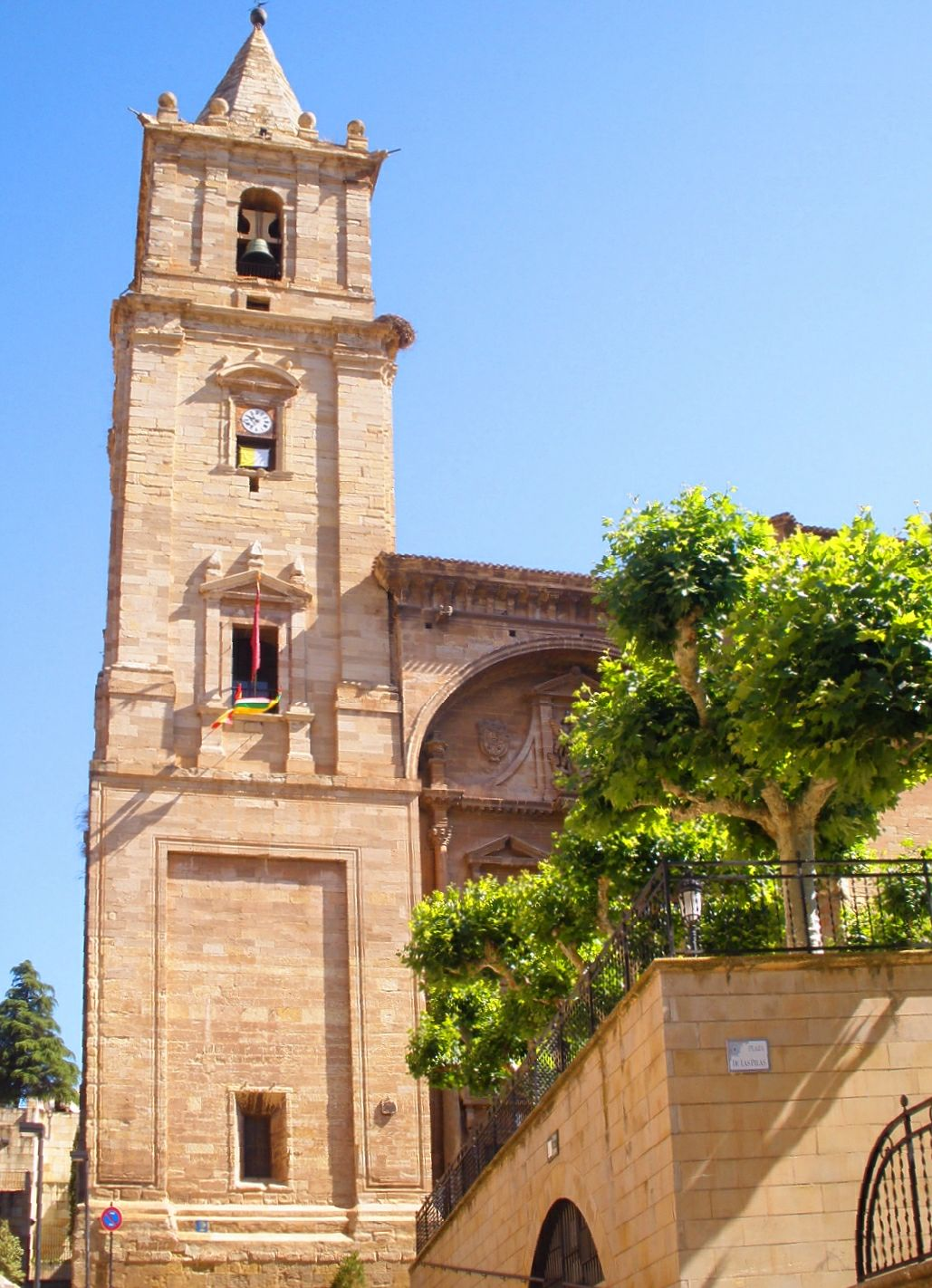
Iglesia parroquial de Santa María de la Asunción

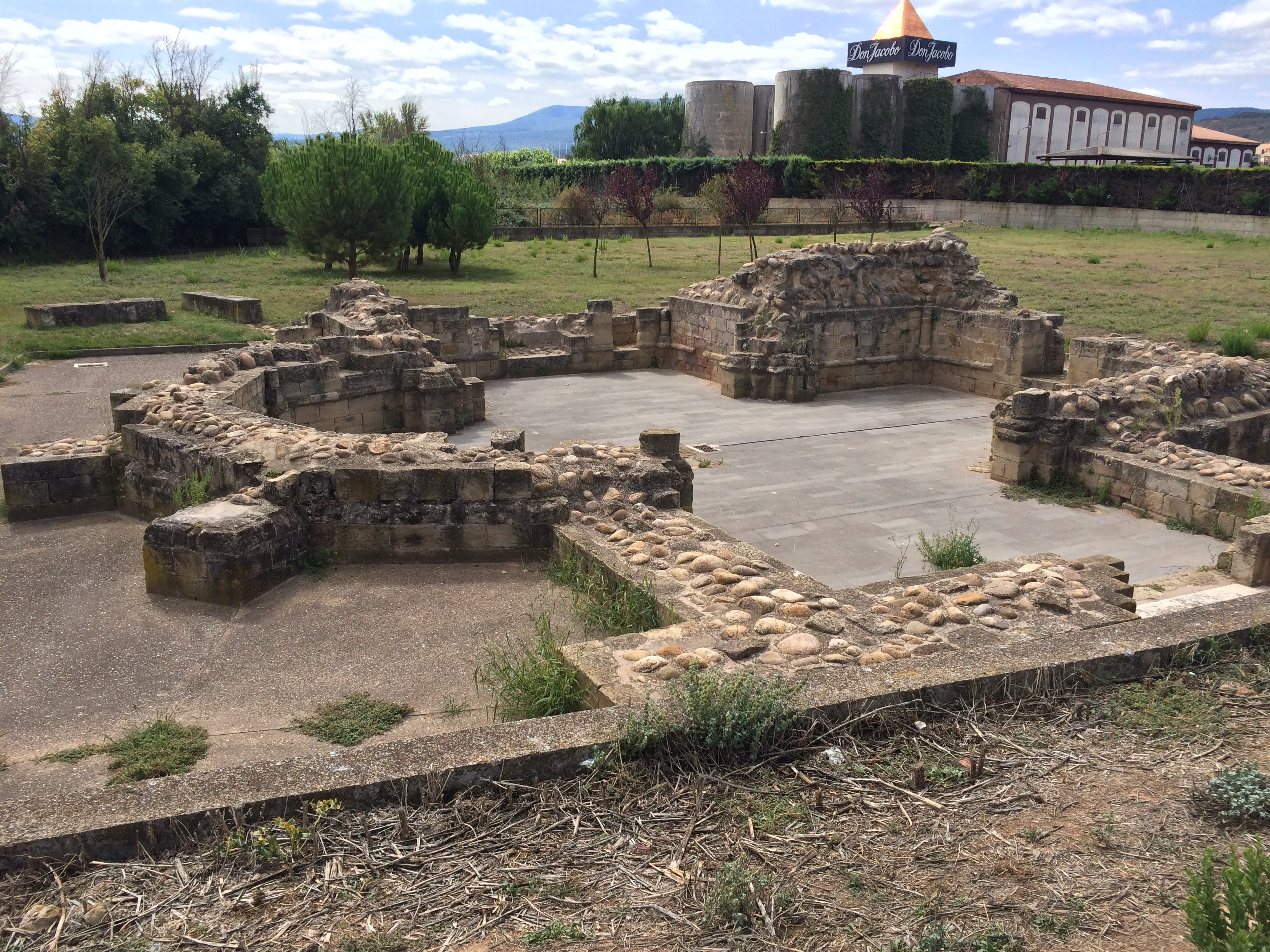
Restos del Hospital de San Juan de Acre

- Iglesia de Santa María de la Asunción (Navarrete). Comenzada a construir en 1553 y acabada en el siglo XVII. Consta de tres naves y un imponente retablo barroco.
- Ermita de Santa María del Buen Suceso. Situada al sur del municipio, en dirección a Entrena. Actualmente en ruinas.
- Ermita de Santa María de Jesús. Situada junto al cementerio, en plena ruta jacobea. Desde hace algunos años se recuperó la romería a esta ermita, teniedo lugar el primer domingo de septiembre; con la peculiaridad de repartir sandía.
- Ruinas del antiguo hospital medieval de San Juan de Acre. Por el Camino de Santiago, tras pasar el Alto de la Grajera, desde Logroño, y antes de entrar a la población, a la izquierda, se puede observar la planta de este antiguo hospital de peregrinos demolido en el siglo XIX. Su portada, de estilo románico se conservó, instalándola como acceso principal del cementerio del pueblo, situado a la salida hacia Nájera.

#### Civil
- Muralla. El siglo XIII supuso un crecimiento de la población para la villa de Navarrete, derivado de los privilegios vinculados al fuero otorgado en el siglo XII. Se cree posible de la existencia en dicho momento de una estructura defensiva o fortificación debido a estos hechos y a la inseguridad, problemas, luchas dinásticas, crisis económicas y epidemias de la época. Sin embargo, lo más probable es que fuera en el siglo XIV cuando el sistema defensivo quedase totalmente definido, reforzándose la estructura primigenia, y dándose lugar en este período a la construcción de la muralla cuyos restos hoy se conservan. Este sistema estaría compuesto por un castillo, una muralla con siete puertas, algunas torres y una cava circundante con puentes para su acceso. Los restos de la misma, se corresponden a tramos de la muralla en las calles la Cruz, plaza Donantes de Sangre y Abadía, así como a restos de una puerta en la plaza del Arco, y algunas posibles hiladas de los restos de una torre en la calle Santiago.
- Palacio del Conde. Actual casa consistorial.
- Calado del Conde. Actual casa consistorial.

#### Calles y plazas

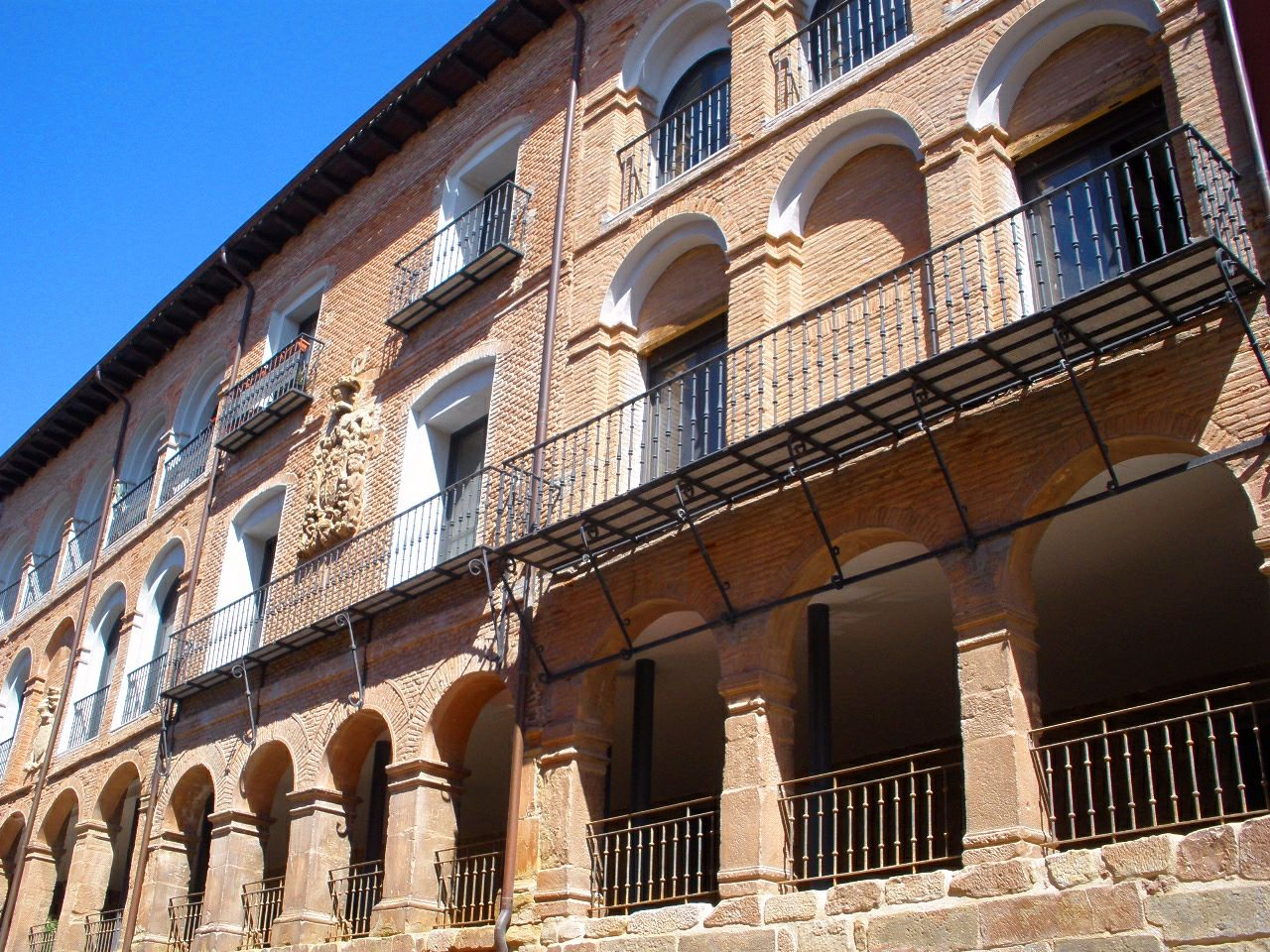
Porches asomados a la calle la Cruz, correspondientes a viviendas de la calle Mayor Baja

- Calle Mayor Alta y calle Mayor Baja. Conforman el conjunto monumental civil más importante de la localidad. Sus edificios son en su mayoría de los siglos XVI, XVII y XVII, con destacados elementos heráldicos y herrajes, habiéndose perdido la mayoría de los aleros tallados.
- Los Certijos. Certijo o certijos es la denominación otorgada en Navarrete al tipo de calle, paso o pasaje, que surge por la construcción de edificaciones que alcanzan, se adosan, o se apoyan en la muralla, en sus restos o en su lugar, quedando está sepultada, sustituida, embutida o destruida, y que dejan libre el paso sobre el nivel superior de la misma por la disposición de soportales abiertos al exterior.
- Los Cocinos. En Navarrete son denominados "Cocinos" al tipo de calle o paso, parcialmente cubierto y parcialmente descubierto, dotado de iluminación y ventilación por patios interiores sobre la vía pública, y que además se caracterizan por su trazado curvo adaptado a la topografía de la trama urbana sobre el cerro Tedeón, por la estrechez, los juegos de iluminación y por la visión no continua del total de la vía. Son vías características que se insertan dentro del casco histórico de la localidad, en manzanas de parcela estrecha y gran profundidad que se localizan entre las calles Mayor Alta y Baja y el límite que señala la muralla.
- La Alhóndiga. Espacio de plaza, terrazas escalonadas y escaleras, dispuesto al oeste de la iglesia, que conecta la cota de encuentro entre las calles Mayor Alta, Mayor Baja y cuesta del Caño, con la de las calles Belén, iglesia y cuesta, en la parte alta del cerro Tedeón, salvando un desnivel considerable de la ladera. Fue inaugurado en abril de 1999 sobre lo que con anterioridad había sido pósito, salón de baile y vertedero de basuras.
- Cuesta del Caño. La cuesta del Caño, antes denominada Puerta del Caño, recordando a una de las seis puertas de que disponía el recinto amurallado de Navarrete, es una de las vías principales del casco histórico, siendo eje norte-sur del mismo. Visual, simbólica y socialmente una de las calles más importantes del municipio.
- Plaza Mayor y plaza de las Pilas.
- Plaza del Coso.
- Plaza del Arco.

#### Escultura urbana

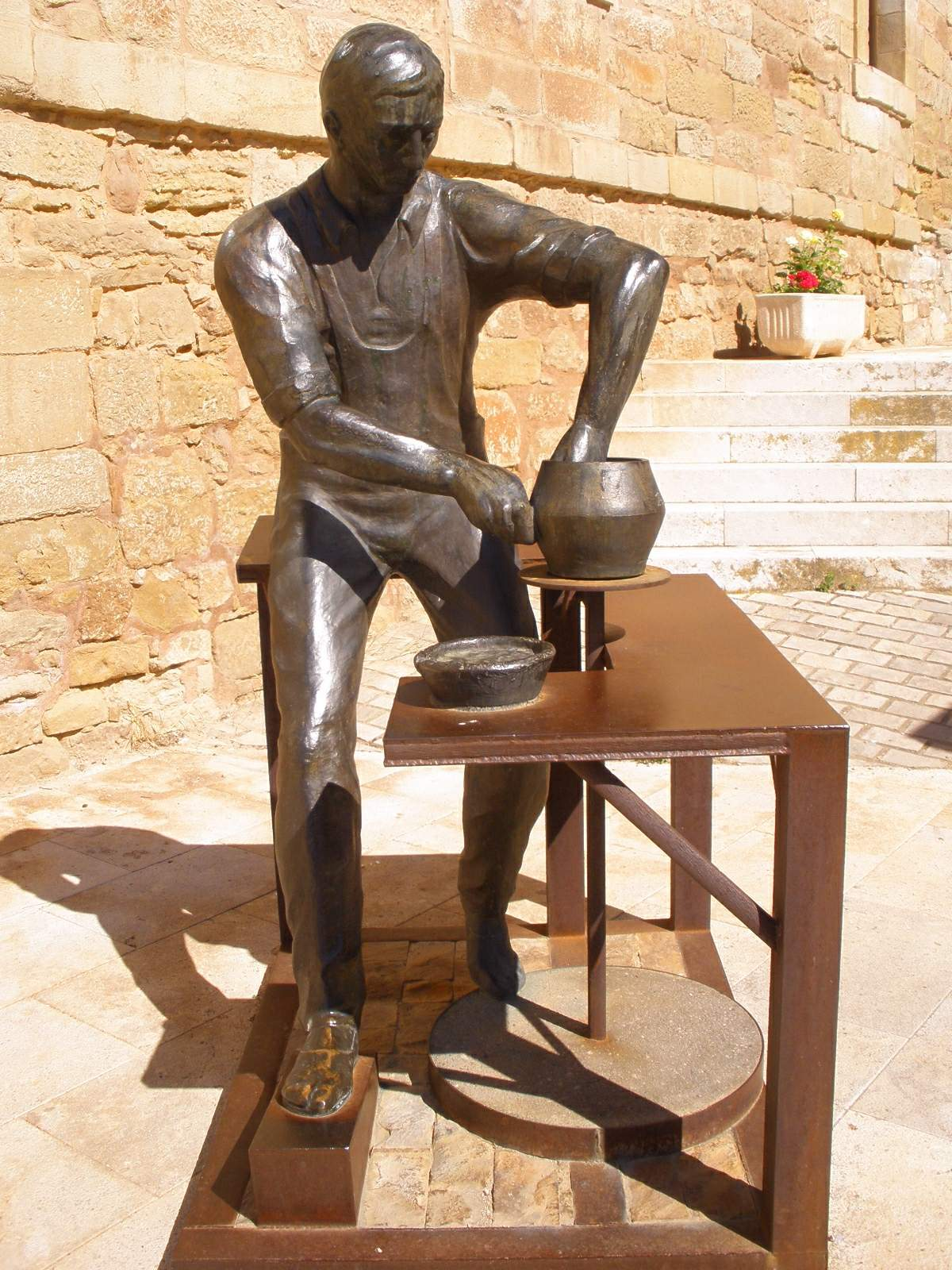
Homenaje al Alfarero

- Homenaje al alfarero. Situado en la cuesta del Caño e inaugurado el 11 de abril de 1999, es una escultura de estilo realista, en bronce y acero corten, que representa un alfarero trabajando sentado en el torno. Es una obra del escultor Óscar Cenzano.
- Homenaje a la mujer navarretana. Situado en la plaza Mayor. Consta de la figura de una mujer, de mediados del siglo XX, con el cántaro cántaro navarretano en la cabeza tras la recogida del agua de la fuente, que era transportada a las casas de esta manera previa a la existencia en las mismas del agua corriente.
- Homenaje al peregrino. Situado en la calle Almena, sobre la muralla de la plaza el Coso y Donantes de Sangre.
- Murales N.A.CE. Murales realizados por ceramistas y alfareros en las distintas ediciones de la feria N.A.CE. y dispuestos en la calle del Coso.

#### Otros lugares de interés
- El castillo. Se denomina de esta manera a la cima del cerro Tedeón, debido a la existencia en su día de un castillo, del cual ya no queda ningún vestigio. Existe un mirador desde donde se divisan numerosos pueblos y montañas.
- Fuente de la plaza Mayor. Fue colocada en esta plaza en 1884. Es parada obligada de todo peregrino. Junto a ella se colocó hace unos años una escultura de bronce como homenaje a la mujer navarretana que se acercaba a ella a coger agua para las labores domésticas. Muy cerca de esta fuente, en la cuesta del Caño, puede verse otra escultura de un alfarero trabajando en el torno, signo de la importante actividad económica de esta localidad.
- Capitel románico de los Corcuetos. Capitel románico proveniente de las aldeas de los Corcuetos y descubierto en 1952, en el que se observan dos jinetes que parecen llevar el mismo tipo de escudo, lo que pone en duda que la representación aluda al tema iconográfico de Roldán y Ferragut, muy frecuente en el Camino de Santiago, y que narra la lucha entre ambos en las cercanías de Nájera. Colocado en su actual emplazamiento en 1976, junto a una inscripción que dice: "Navarrete, en el milenario de su fundación rinde homenaje en este capitel a los antiguos Corcuetos, demolidos por voluntad para engrandecer esta villa fortaleza. San Pedro. San Llorente. San Antolín. Nuestra Señora del Prado. CMLXXVI MCMLXXVII".

### Alfarería

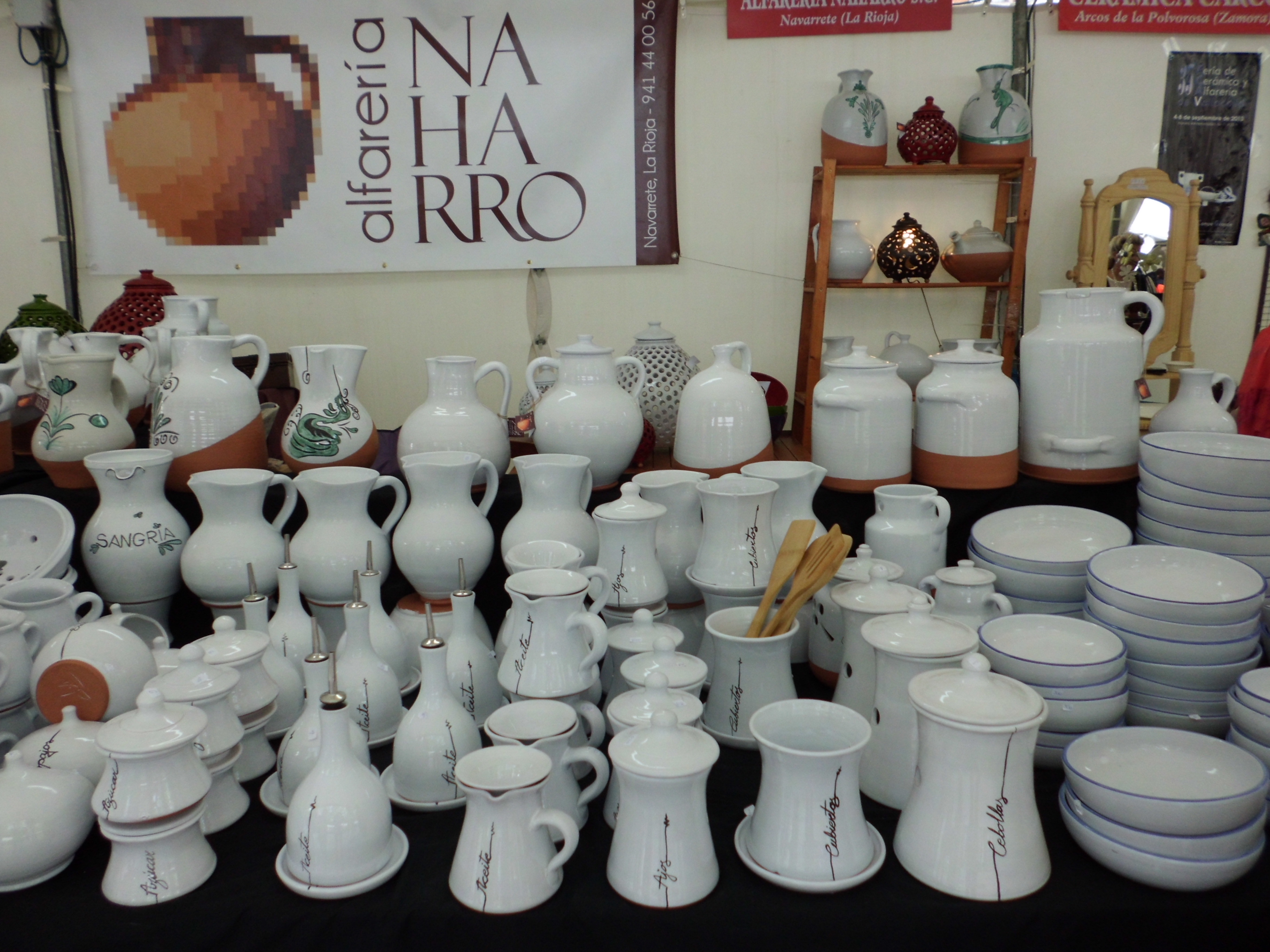
Piezas de alfarería de Navarrete

Navarrete es el único centro alfarero que queda en la comunidad autónoma de La Rioja y ha sido durante décadas uno de los más importantes del norte de España.
Los estudios realizados sitúan el auge y desarrollo de la alfarería en Navarrete a mediados del siglo XIX, coincidiendo con la decadencia de otros centros cerámicos próximos. Hasta ese momento Navarrete contaba con un número de alfarerías que no distaba de otras poblaciones. A mediados del siglo XVI solo había cuatro alfareros, según el catastro del marqués de la Ensenada.
Durante el siglo XX se mantenían alfares en Arnedo, Haro, Torrecilla, Laguna de Cameros, Lumbreras, Ojacastro, Santurde...
La tradición alfarera se vincula con los antiguos alfares que en época de la romanización, elaboraban las piezas de tierra sigillata en la comarca de Tricio, Bezares u otras localidades de la zona del Najerilla.
El material, la arcilla, procedía de las laderas del cerro Tedeón, y de las tierras de Campastro en la Dehesa la Verde. Su proceso para ser modelado comenzaba por el machaque de los terrones hasta su reducción a polvo y posteriormente se daba paso al amasado. Hoy se emplean barros industriales, aunque para ciertas piezas se precisa barro local.
En la actualidad la mayor parte de las piezas tradicionales de Navarrete se hacen por medio del torno. Las piezas de barro se tornean, se ponen a secar, primero a la sombra y después al sol, y se procede a llenar el horno con ellas. El horno tradicional es de leña y con dos partes, la inferior para el combustible que arde y la superior para las piezas que el alfarero coloca para que durante 12 horas se cuezan a una temperatura cercana a los 900 grados.
Una de las piezas más destacadas es el Cántaro Navarretano, un cántaro tradicional caracterizado por ser más ancho que alto, que dispone de un asa y una orla decorada con un delantal vidriado en su parte superior. Este cántaro era donde las mujeres de Navarrete transportaban el agua sobre sus cabezas. Otra pieza característica de la localidad cuya fabricación era completamente manual, eran las tinajas, que se elaboraban con tiras de barro llamadas "churros", los cuales se iban colocando sucesivamente unas sobre otras haciendo las paredes de la pieza. Otras piezas eran los botijos para el agua, botijos ovoides y botijos de engaño, las mantequeras, para guardar la matanza y carne en aceite, las orzas para leche, los pucheros ovoides de una o dos asas (que para que tuvieran mayor durabilidad se alambraban) y los cuentos, además de otros tipos de cántaros con boca ancha, estrecha o rayado, así como lo jarros de vino, de cuerpo globular, conocidos en toda la región.Tinajas de diversos tamaños, hechas a mano o al torno, calentadores de cama, escurrideras, herradores de ordeño, cuencos de colada, titos, filtros y conductos de agua, caracoleras han sido otras de las piezas de producción.
El vidriado característico de la alfarería tradicional navarretana ha sido el de plomo. No toda la cerámica aparece vidriada. Como regla general era la que iba destinada al agua, para permitir la evaporación, carece de vidriado, mientras la destinada al fuego es propio que lo tuviese en su interior. El mineral de plomo era traído de Bailén en bloques que había que machacar y pasar por un cedazo. El minio, barniz más rojizo, procedía de Rentería, ya molido y preparado.
En la década de los 80 comenzaron a reproducirse las piezas tradicionales vascas, vidriadas en blanco, al no contar Euskadi con ningún taller.
Algunas alfarerías de Navarrete ofrecen la posibilidad de venta al público, ver en vivo el trabajo del alfarero, asistir a eventos o talleres relacionados con la alfarería, o visitas programadas.
Navarrete forma parte desde el año 2008 de la Asociación Española de Ciudades de la Cerámica. AeCC.

#### Feria N.A.CE.
La feria N.A.CE. es la feria nacional de alfarería y cerámica de Navarrete. Esta organizada por el ayuntamiento de Navarrete con carácter anual desde el año 2009, con una duración de tres días, y se celebra en torno a la festividad de las Santitas (19 julio), Santa Justa y Santa Rufina, patronas de los alfareros. Su última edición, N.A.CE. 2018, tuvo lugar los días 20, 21 y 22 de julio, y contó entre su programa con una exposición fundamentada sobre la obra cerámica de Picasso, Dalí y Miró, habiéndose convertido en la mayor feria de alfarería y cerámica del norte de España.
En su primera edición, N.A.CE. fue presentada de la siguiente forma: "Define la Real Academia nacer como aparecer del interior de algo, empezar desde otra cosa, como si lo nacido saliera de ella. Así, como las piezas nacen de manos de alfareros y ceramistas, esta feria lo hace del corazón de un pueblo con la intención de convertirse en un referente nacional, y pretendiendo ser un referente cultural, artístico y artesanal en el marco nacional."
N.A.CE. es una muestra de profesionales del sector de la alfarería y la cerámica, de carácter nacional y con aspiraciones internacionales, habiendo contado con alfareros, ceramistas, historiadores, artistas y profesionales de relevancia vinculada, de las distintas comunidades autónomas españolas, y de países como Italia, Japón, Irán, Portugal o Inglaterra.
Engloba además de en torno a unos 40 artistas invitados del ámbito nacional e internacional a nivel cerámico, exposiciones, concurso de pieza única, foro cerámico, cursos y talleres especializados, exhibiciones en directo, actuaciones musicales, espectáculos, creación de una pieza mural, cultura y debate en torno a esta manifestación del arte, que es la tradición y la artesanía de la cerámica y la alfarería.
Los objetivos de N.A.CE. se basan en tres principales factores:
-Factor económico: impulsar el desarrollo del sector alfarero, la marca de sus productos, y con ello la actividad económica y la creación de empleo.
-Factor turístico: favorecer el desarrollo turístico de la localidad con la base cultural y artística, asentada en la tradición y el entorno.
-Factor cultural: fomentar la cultura y la tradición vinculada a la alfarería.

#### Carácter Artesano
NAVARRETE: CARÁCTER ARTESANO, es la imagen de marca de la producción alfarera de Navarrete. Fue creada con el fin de fomentar la diferenciación de la alfarería local, persiguiendo impulsar el sector industrial y artesanal vinculado, junto a revalorizar el trabajo del barro en la historia y la tradición de la localidad.

#### Chimeneas
Las chimeneas industriales que se pueden encontrar en Navarrete, y que datan de los inicios del siglo XX, son restos de la industria alfarera, y como patrimonio industrial se encuentran sujetos a protección. Se trata de dos chimeneas anexas pero estructuralmente independientes a instalaciones de la industria alfarera y construidas en ladrillo macizo de cara vista.
Se encuentran ubicadas en la carretera de Burgos y en la carretera de Santiago.
La correspondiente a la carretera de Burgos se configura en una pirámide octogonal truncada, sobre base de planta cuadrada, y está rematada con cornisa. La chimenea de la carretera de Entrena, para cuya construcción se tomó como referencia las chimeneas de la Bisbal (Cataluña), se desarrolla sobre la base también de planta cuadrada en un zona inferior inicialmente cilíndrica y finalmente troncocónica, quedando rematada con moldura y pilastras.

### Camino de Santiago

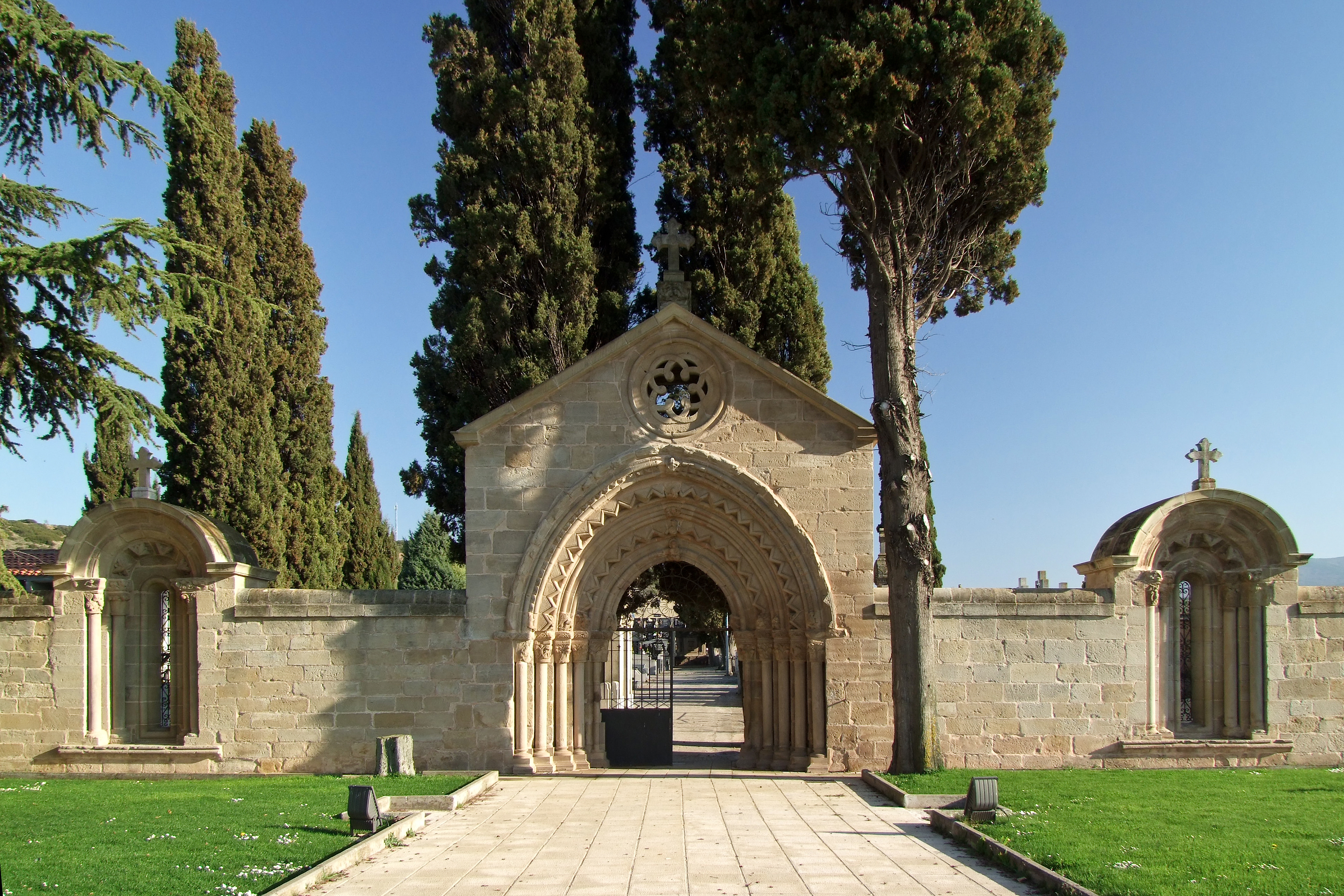
Elementos del antiguo Hospital de San Juan de Acre convertidos en la portada de acceso al cementerio de la localidad

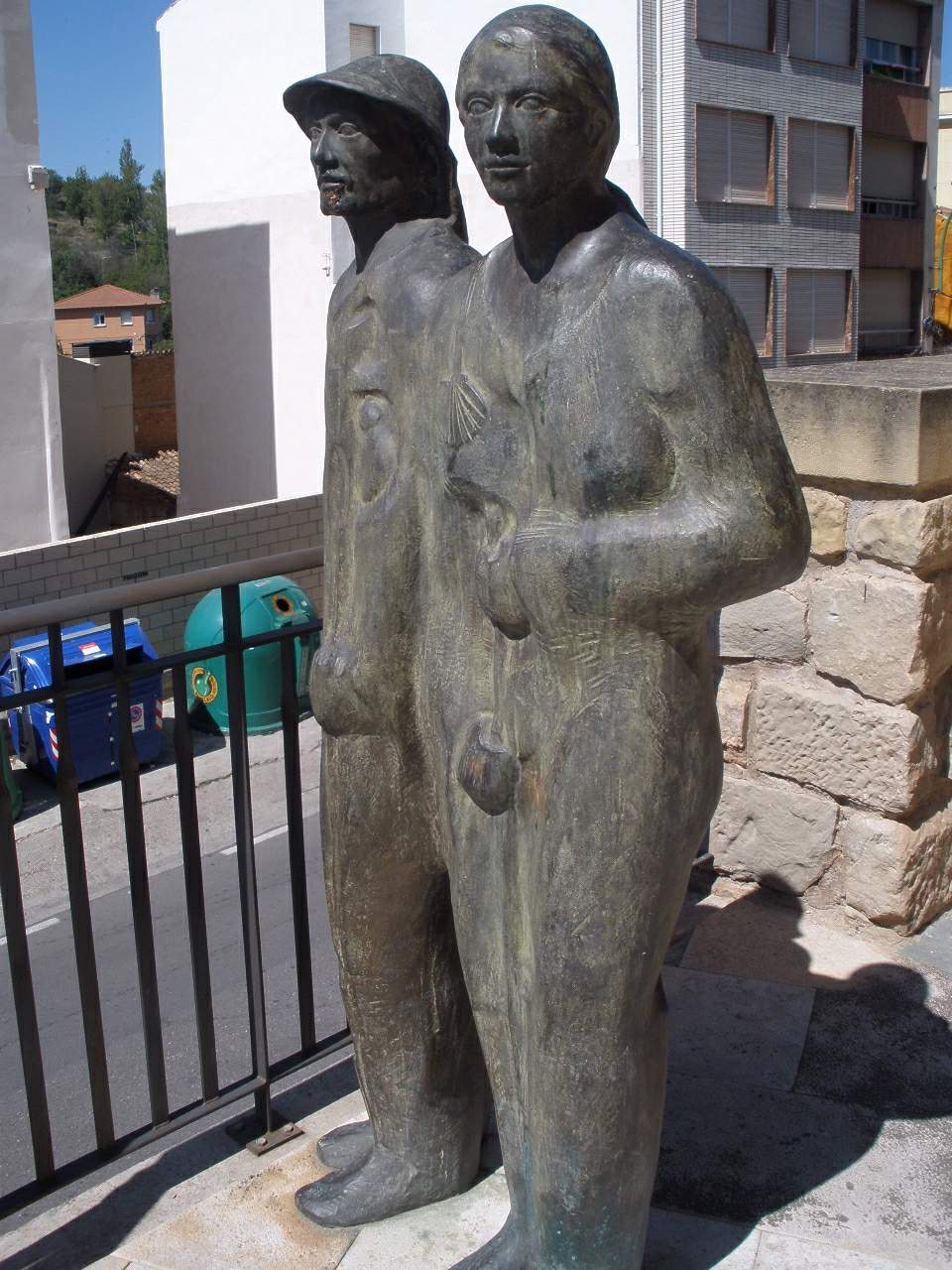
Homenaje al peregrino

El siguiente paso del camino después de Logroño hacia Compostela es Navarrete, a donde se puede llegar por dos caminos: el viejo de Fuenmayor, con algo más de vuelta y menos transitado, o el viejo de Navarrete, que es el más habitual y por donde el peregrino encontrará las ruinas del Hospital de San Juan de Acre, fundado por doña María Ramírez hacia 1185, como albergue y auxilio de peregrinos. Precisamente los restos de su cabecera, puerta y ventanales fueron trasladados a principios del siglo junto a la ermita de Santa María de Jesús, del siglo XVII, para configurar la portada del cementerio, ubicado al oeste del núcleo urbano, también en el Camino de Santiago en su dirección a Nájera.
Como etapa del Camino de Santiago Francés, declarado en 1993, Patrimonio de la Humanidad por la Unesco, la ruta recogida corresponde con el trazado medieval del camino a su paso por el casco urbano, lo que correspondería a las calles: La Cruz, Mayor Alta, Mayor Baja, Arrabal y San Roque.
Son numerosas las rutas de peregrinación jacobea que a lo largo de los siglos han ido creándose en España, y son numerosas las alternativas y variantes dentro de las mismas, derivadas de múltiples factores, entre ellos de la evolución histórica de los núcleos urbanos. Reflejo de este último factor es que el Camino de Santiago a su paso por Navarrete dispone de distintas opciones, que incluyen el tránsito de peregrinos por la calle Mayor Baja y alta; calle La Cruz, los Certijos, plazas de las Pilas y Mayor, cuesta del Caño, plaza Donantes de Sangre y plaza del Coso, calle Abadía o calle Santiago, y que siempre atravesando el núcleo de este a oeste marcan una distancia de 603 km hasta Compostela.

### Camino Ignaciano
Asimismo Navarrete es etapa del camino Ignaciano, que recrea la ruta que Ignacio de Loyola, siendo caballero, recorrió en el año 1522 desde Loyola hasta Manresa.
El camino empieza en la casa donde nació en Azpeitia (Guipúzcoa) y acaba en la cueva de San Ignacio en Manresa. Desde Navarrete a Manresa el camino ignaciano coincide en sentido inverso con uno de los caminos a Santiago.

### Ruta del Vino
Navarrete es uno de los municipios pertenecientes a la Denominación de origen calificada Rioja. Con once bodegas inscritas en la denominación, tiene una superficie total plantada de 1089 ha de las cuales 977,01 están dedicadas al cultivo de la uva tinta y 111,99 de uva blanca.

### Fiestas y tradiciones
Fiestas de la Virgen de la Asunción (titular de la iglesia) y San Roque (Patrón), entre el 14 y el 19 de agosto, son las fiestas patronales y las principales.
El 29 de septiembre se celebran las fiestas de acción de gracias en honor a La Virgen del Sagrario, patrona de la localidad, coincidiendo con la festividad del Arcángel San Miguel.
También se celebran en la localidad pero en menor medida las fiestas de San Blas, San Juan, Santiago…
En julio se celebra la fiesta de las Santitas (Santa Justa y Santa Rufina), en honor a la tradición alfarera de la villa, de esta forma, el fin de semana de la semana en la que caiga el día de las Santitas, se celebra la feria N.A.CE (Navarrete, Alfarería y Cerámica).
A su vez, el segundo fin de semana de cada febrero, Navarrete celebra la fiesta de los Kintos, protagonizada por la quintada que cumple 19 años ese mismo año. Los kintos principales son acompañados por los kintos viejos (aquellos que fueron kintos justo 25 años antes) y por los kintos re-viejos (aquellos que bailaron los kintos justo 50 años atrás). Destaca esta tradición, aparte de por su histórica existencia, por la "farola", una estructura de madera que porta una luz, ornamentada con colores vivos que sacan los kintos en su vuelta con la charanga. La "farola", tiene su origen muchos años atrás, cuando no había luz en las calles del pueblo y los kintos la sacaban para poder dar las vueltas con la charanga alumbrados, de esta forma, la "farola" se rompe en la Plaza del Arco, donde antiguamente se acababa el pueblo.

### Deporte
- Club Deportivo Tedeón. El Club Deportivo Tedeón es un equipo de fútbol de Navarrete. Fue fundado en 2023 por Diego Parra, actual pivote del Berceo y juega actualmente en la tercera división.
- Unión Deportiva Navarrete. Se trata del equipo de balonmano de Navarrete que participa en la segunda división nacional.

Anualmente, el último sábado de abril se realiza una marcha nocturna a pie de unos 63 km que parte de Logroño hacia el monasterio de Valvanera, conocida como la Valvanerada. La localidad colabora en su organización repartiendo refrescos a los participantes y ofreciendo una cena a la entidad ADONAR.

## Economía

### Polígono industrial Lentiscares
El núcleo industrial de Lentiscares promovido a finales del siglo XX y ampliado en este, se sitúa al norte de la Autovía A-12, con un desarrollo independiente del núcleo residencial. En él se distinguen dos zonas correspondientes a sus fases de desarrollo.

## Servicios
- Ayuntamiento

Alberga las dependencias administrativas y la biblioteca municipal, así como salas de exposiciones, etc… Se trata de un edificio rehabilitado a finales del siglo XX.
- Centro de salud

Atiende a la zona básica de salud n.º 9, Rioja Media, con unos 9000 usuarios de los municipios de Fuenmayor, Cenicero, Ventosa, Sotés, Hornos de Moncalvillo, Daroca de Rioja, Medrano, Sojuela y Navarrete.
- Colegio

Colegio público Nuestra Señora del Sagrario, con niveles de Enseñanza Infantil y Primaria, adscrito al IES Francisco Tomás y Valiente de Fuenmayor.
- Guardería pública
- Dotaciones deportivas

Cuenta con frontón cubierto, frontón descubierto, campo de fútbol de hierba artificial (San Miguel), campo de tierra, pistas de baloncesto, balonmano, tenis y pádel, además de piscinas descubiertas.
- Centro de la Tercera edad y usos múltiples
- Centro Joven
- Dotación Policial

Cuartel de la Guardia Civil
- Espacios libres públicos

Plaza del Arco, plaza El Hundido, plaza San Miguel, plaza Mayor, plaza de las Pilas, plaza Donantes de Sangre, plaza Dr. Ramón Castroviejo. Plaza de Toros, parques y jardines.